# Fectola jessica
Fectola jessica är en snäckart som först beskrevs av Hutton 1883.  Fectola jessica ingår i släktet Fectola och familjen Charopidae. Inga underarter finns listade i Catalogue of Life.